# Вина Стародавньої Греції

Грецький вплив в 6 столітті до н. е.

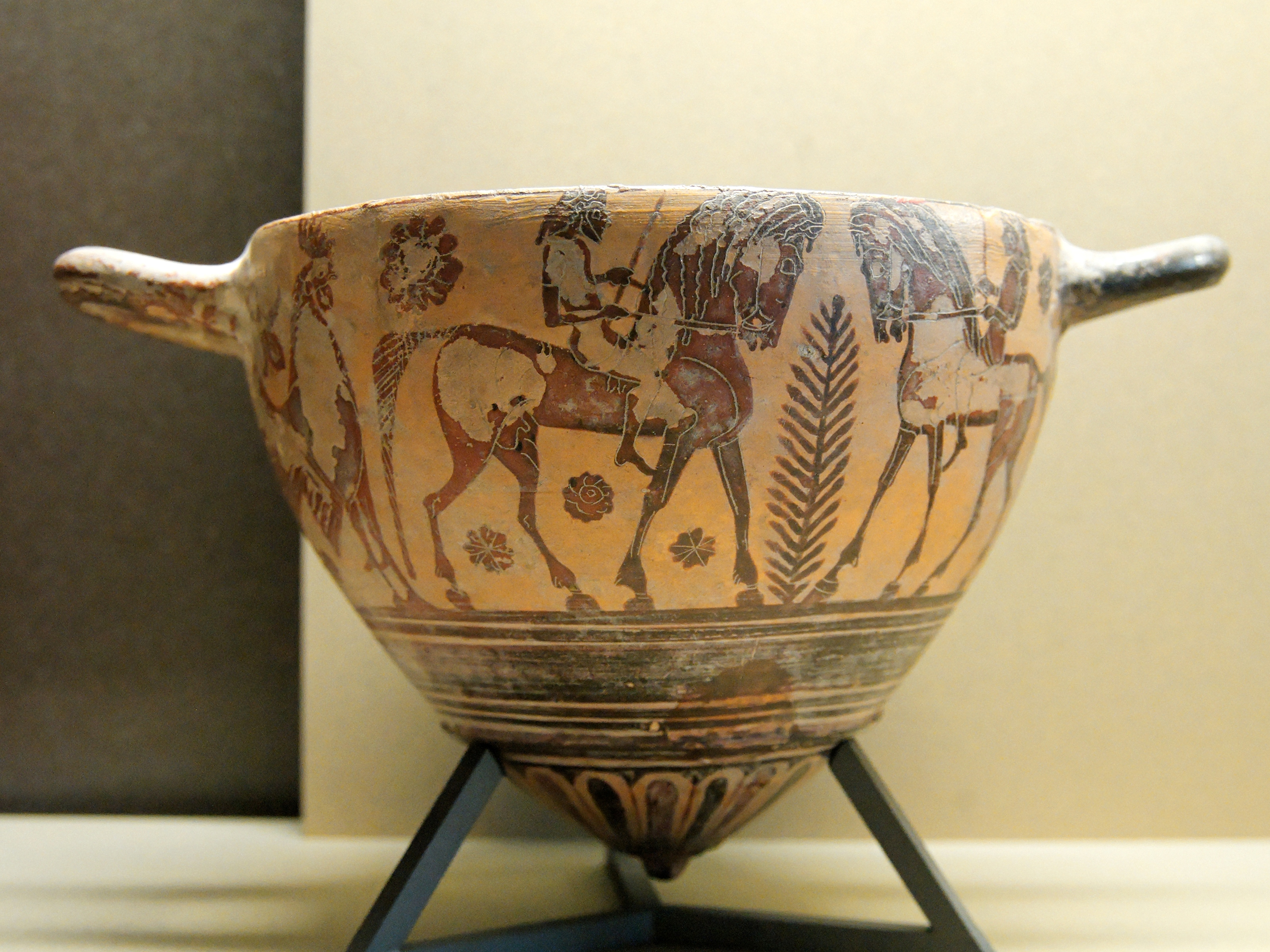
Мастос — кубок, що не мав плаского дна, аби його неможливо було покласти на стіл, допоки вино не допито

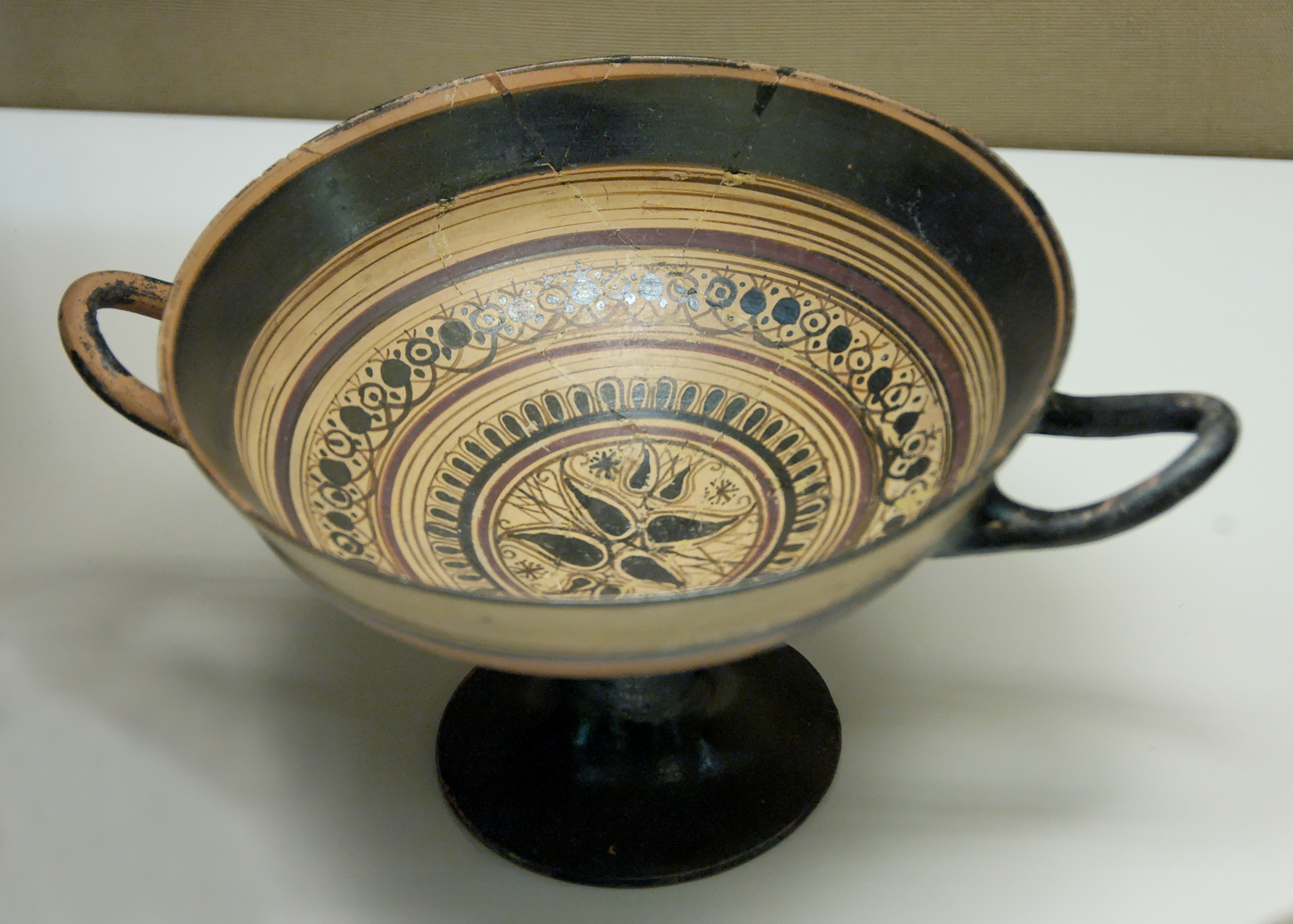
Кілікс — давньогрецький келих для пиття вина

В Античному світі основними виробниками вина в період з V століття до н. е. по V століття н. е. переважно були Стародавня Греція і Стародавній Рим. Історія виноградарства і виноробства свідчить про те, що вино було відоме й готувалося в Колхіді, Фінікії, Єгипті, Палестині та інших країнах Стародавнього світу. Але найвідомішими винами цього періоду вважалися вина Стародавньої Греції. Державний діяч і письменник Стародавнього Риму Марк Порцій Катон (234—149 до н. е.) у своїх працях радить, як приготувати вино «не гірше коського», грецького.
Виноградники Стародавньої Греції розміщували в місцевостях, що відрізнялися великою кількістю тепла і світла, наявністю схилів різної крутизни і експозиції, рихлими ґрунтами, що добре прогріваються, близькістю до моря і винятковою чистотою та прозорістю повітря. Тому грецькі вина вважалися найкращими. Вони не були однотипними через відмінності у кліматі, ґрунтах, умовах обробітку. Культивували окремі, строго локалізовані сорти або групи сортів винограду, застосовували свої вузькомісцеві прийоми виноробства.

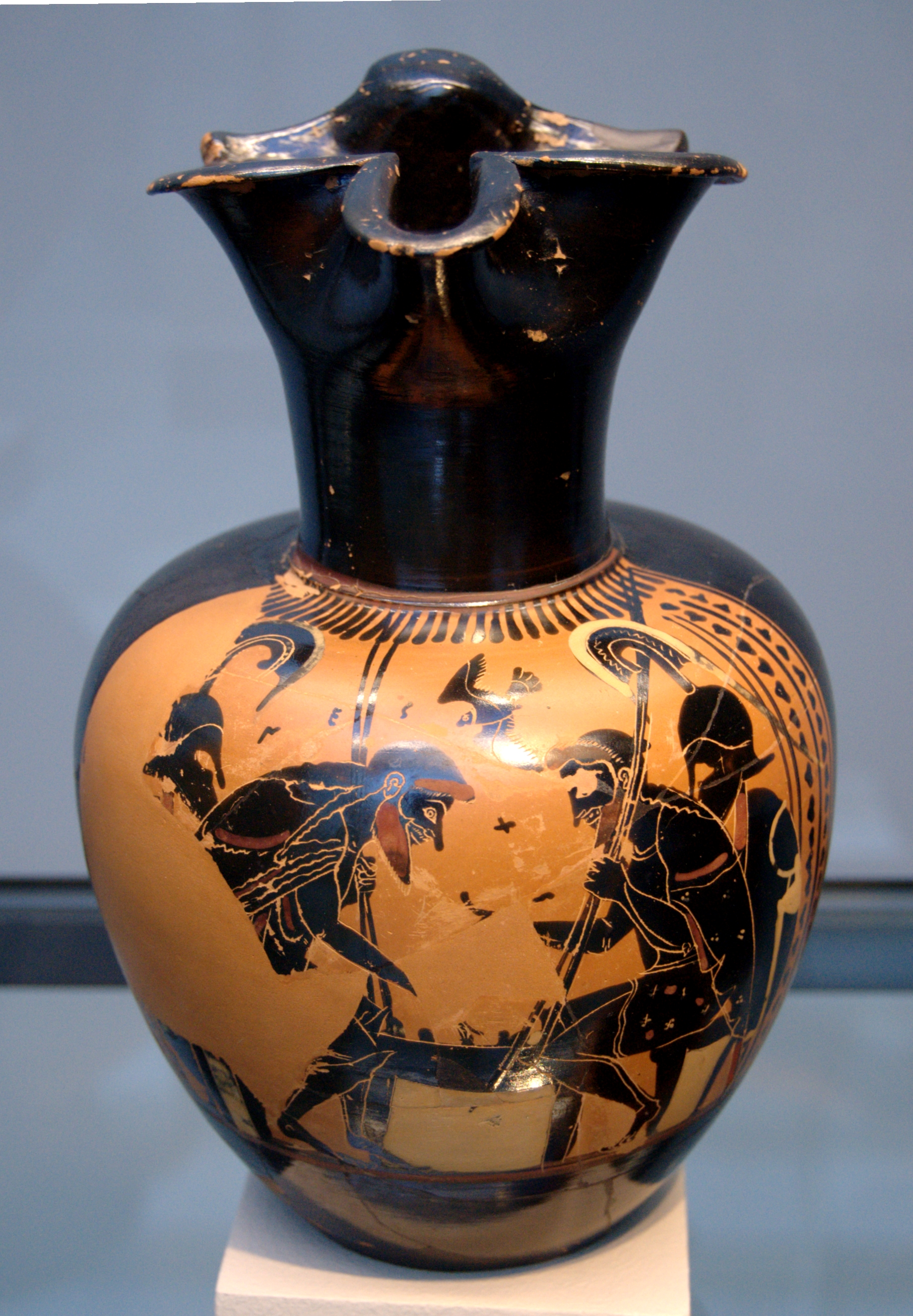
Ойнохоя — ваза із вінчиком у вигляді трилисника, призначена, аби наповнювати вином одразу три келихи

У старогрецьких, римських і візантійських джерелах можна знайти відомості про критські, алонійські, аркадські, кіпрські, коські, родоські, санторінські, фасоські, кнідські, хіоські вина, про вина Афінтітес і багато інших. Відомо, наприклад, що римський імператор Гай Октавіан більше всього любив просте і дешеве ретійське вино, а римська знать віддавала перевагу прославленим грецьким винам, що завозились тільки із строго певних місцевостей, найчастіше з островів Егейського архіпелагу. Відомий друг й радник Октавіна Гай Цільній Меценат професійно займався виноробством. У своєму маєтку у Цизальпійській Галлій виробляв вино, яке називалося «Меценатіан» та користувалося пошаною серед римлян.
Характерним для культури виноградарства в Стародавній Греції була наявність цінних сортів, створених багатовіковою селекцією, з високим накопиченням цукру в ягодах. Шляхом систематичного відбору покращували біологічні властивості і господарську цінність місцевих сортів винограду, чим пояснюються і специфічні якості грецьких вин — висока спіртуозність, цукристість і екстрактивність, їх лікерна консистенція. Для цієї мети греки застосовували і спеціальні прийоми агротехніки (видалення частини листя, вигинання і перев'язування лози, що несе кетяги, перекручення кетягів у підстави гребенів, пізні збори винограду з підв'ялюванням його на кущах, в'ялення кетягів після збору і інше). Грецький поет Гесіод (VIII–VII століття до н. е.) в поемі «Труди і дні» рекомендує кетяги після збору в'ялити 10 днів на сонці і 5 днів в тіні (для досягнення цукристості 40–50 %) і лише після цього давити. При такому вмісті цукру бродіння проходило повільно і при утворенні спирту в вині 15–16 % припинялося, оскільки дріжджі в цих умовах не могли продовжувати свою життєдіяльність. У винах залишався незброджений цукор, і вони виходили міцними і дуже солодкими.
Яскрава характеристика винам античного світу дана грецьким поетом Гомером. У «Одіссеї» зустрічається згадка про вина багаторічні, зокрема про вина 11-річної витримки. Було поширено додавання у вино різних речовин мінерального і рослинного походження для освітлювання вина, оберігання від псування, а також для ароматизації або додання йому лікувальних властивостей. Греки додавали у вино куховарську сіль, гіпс, попіл від спалювання виноградної лози, дубових полін і жолудів, білу глину, оливкову олію, стовчений солодкий і гіркий мигдаль, родзинки,«грецьке сіно» (рослина тригонелла), кедрові горіхи, насіння рицини, насіння кропу, а також горохове борошно, соснову солому, мед, молоко.
Велике місце в грецькому виноробстві займала морська вода. У ній вимочували виноградні кетяги перед переробкою, її додавали в сусло або вино на різних стадіях виноробства, нею обполіскували посуд перед наливанням сусла і вина. Багато інгредієнтів мінерального, рослинного і тваринного походження, що застосовувалися в грецькому виноробстві, витримали перевірку часом і використовуються в сучасній виноробницькій промисловості. Вина з в'яленого винограду, приготовані з додаванням бджолиного меду або увареного до густини виноградного соку, мали гранично можливу при природному бродінні спиртуозність і високу цукристість. Звичай греків розбавляти вино водою виник не тільки через бажання зменшити його п'янкі властивості, а скільки тому, що грецькі вина були дуже солодкими, ароматизованими, густими, їх було важко пити.

## Давньогрецька кераміка
Стародавні греки і римляни надавали велике значення виготовленню гончарних посудин, їх зберіганню, підготовці до виноробства і витримки вина. У енциклопедії «Геопоніки» цим питанням присвячено багато розділів з посиланням на стародавніх авторів — Флорентіна, Анатолія, Діліма, Варрона, Діофана. Приводяться поради з догляду за піфосами (посудинами для зберігання вина), вибору для них глини, їх виготовленню і випаленню, осмоленню зсередини і так далі. Перед заповненням піфоса суслом або вином рекомендувалося обкурювати його зсередини бджолиним воском або рослинним ладаном. Це був один із способів ароматизації вина, вживаних в Стародавній Греції.
Грецькі колоністи, фінікійські мореплавці і римські завойовники поширювали культуру винограду і способи приготування вина в країнах Європи, Близького Сходу і Північної Африки, де для цього були сприятливі кліматичні умови. Вплив античного виноробства на виникнення і розвиток виноробства в цих країнах простежується в сортименті винограду, в агротехнічних прийомах його вирощування і способах приготування вина. Виноградо-виноробницькі зв'язки існували у грецьких міст-колоній з населенням, що проживало в міжріччях Дунаю, Пруту, Дністра і Південного Бугу, включаючи і нинішню територію Молдови.